# Ozimek (gmina)
Ozimek est une gmina mixte du powiat de Opole, Opole, dans le sud-ouest de la Pologne. Son siège est la ville d'Ozimek, qui se situe environ 20 km à l'est de la capitale régionale Opole.
La gmina couvre une superficie de 126,5 km2 pour une population de 20 989 habitants.

## Géographie
Outre la ville de Ozimek, la gmina inclut les villages d'Antoniów, Biestrzynnik, Chobie, Dylaki, Grodziec, Jedlice, Krasiejów, Krzyżowa Dolina, Mnichus, Nowa Schodnia, Pustków, Schodnia et Szczedrzyk.
La gmina borde les gminy de Chrząstowice, Dobrodzień, Izbicko, Kolonowskie, Strzelce Opolskie, Turawa et Zębowice.